# 混沌元素
混沌元素（Chaosium）為一家美國角色扮演遊戲發行商，其第一部作品為《符石之謎》，最有名的遊戲是《克苏鲁的呼唤》系列。除了規則書，混沌元素也出版霍華·菲力普·洛夫克萊夫特的恐怖小說。

## 產品特色
這是一家文學味非常重的出版社，創作和出版的規則有非常多的原著的影子，也許遊戲平衡性不是很好，但是要表現的氣氛卻很忠於原著。如CoC中，調查員的無力對抗超自然和恐懼感，另外其智取勝過力拼的概念也是其獨特之處，有勇無謀的暴虎馮河行為只會導致調查員的無謂傷亡。

## 專屬系統
- 基本角色扮演系統（Basic Role-Playing或BRP）

## 出版品

### RPG
- 《克苏鲁的呼唤》系列
- Stormbringer系列

## 外部連結
- 混沌元素的官方網站 （页面存档备份，存于）